# Murat Gassiev
Murat Georgievich Gassiev  (Vladikavkaz, Rusia, 12 de octubre de 1993) es un boxeador profesional ruso. Es campeón unificado de peso crucero, siendo campeón de la IBF desde 2016 y super campeón de la WBA desde febrero de 2018. Desde febrero de 2018, está clasificado como el segundo mejor peso crucero por The Ring, Transnational Boxing Rankings Board y ESPN y el tercero por Boxrec.

## Biografía

### Debut profesional
Gassiev debutó en el boxeo profesional a la edad de 17 años el 21 de septiembre de 2011. Peleó en el Manezh en Vladikavkaz, Rusia, venciendo a Roman Mirzoev de 22 años, quien solo tenía tres peleas profesionales sin victorias. Consiguió la victoria ganando por una decisión unánime con puntajes de 40-37, 39-38 y 39-38 en su favor. Gassiev tuvo su segunda pelea en noviembre en el Traktor Sport Palace en Cheliábinsk, Rusia, derrotando a Vladimir Chuklin, noqueándolo en el asalto 4. Durante los siguientes 18 meses, Gassiev se mantuvo invicto con un récord de 11 victorias con 7 de ellas antes de límite en una tierna edad de 19 años.

### Campeón de la IBF
En agosto de 2016, se anunció que se estaba preparando una pelea entre Gassiev y el campeón mundial unificado de cruceros Denis Lebedev (29-2, 22 KOs) y se fijó una fecha para el 3 de diciembre de 2016 en el Megasport Arena de Moscú. En el pesaje oficial el 2 de diciembre, Lebedev pesó 199,7 lbs mientras que Gassiev pesaba 198.3 lbs. Lebedev solicitó con éxito que solo el título de la FIB estuviese en juego como resultado, reteniendo su título AMB (Súper) en el proceso. Lebedev mantuvo el ataque durante los 12 asaltos pero perdió por una decisión dividida, perdiendo el título de la FIB. Dos jueces anotaron 116-112 y 116-111 para Gassiev ya que el tercero anotó 114-113 para Lebedev. Lebedev fue derribado en el quinto asalto, después de un golpe izquierdo en el cuerpo, pero logró vencer el conteo e inmediatamente cambió de estilo para evitar un castigo adicional al cuerpo. En las entrevistas posteriores a la pelea, Lebedev pensó que había hecho lo suficiente para ganar la pelea o al menos conseguir un empate y quería una revancha.

### World Boxing Super Series

#### Gassiev contra Dorticos
Inmediatamente después de la victoria de Gassiev sobre Włodarczyk, el campeón Regular de la AMB Yunier Dorticos (22-0, 21 KOs), quien derrotó a Dmitry Kudryashov en septiembre para avanzar a las semifinales del torneo, ingresó al ring. Gassiev y Dorticos se presentaron en un enfrentamiento para comenzar a construir su pelea. Dorticos le dijo a Gassiev: "Tómate unas buenas vacaciones. Quiero prepararte la dosis correcta de ibuprofeno y anestesia para la próxima pelea, para que sea menos dolorosa". [28] El 29 de octubre de 2017, el entrenador de Gassiev, Abel Sánchez, afirmó que la pelea podría tomarse lugar el 20 de enero de 2018. [29] Se confirmó que la pelea tendría lugar en el Domo de Hielo de Bolshoy en Sochi, Rusia, el 3 de febrero de 2018. [30] El 1 de febrero de 2018, la AMB rebajó a Lebedev a 'campeón en receso' y promovió a Dorticos de campeón 'regular' a 'completo' para que la pelea con Gassiev fuera una verdadera unificación. La AMB declaró que el ganador del torneo tendría el mandato de pelear contra Lebedev.
Gassiev derribó a Dorticos tres veces en el duodécimo asalto para anotarse una victoria dramática y avanzar a la final del torneo. La última caída llevó a Dorticos a través de las cuerdas, forzando al árbitro Eddie Claudio a terminar la pelea a los 2 minutos y 52 segundos. En el momento de la detención, Gassiev estaba por delante 105-104, 106-103, 106-103 en las tres tarjetas de resultados. La primera caída vino después de un gancho de izquierda a la mandíbula. Dorticos volvió a ponerse de pie con las piernas temblorosas. Gassiev lo derribó por segunda vez con un gancho de izquierda a la cabeza. Dorticos siempre estuvo presente, pero parecía cansado en la segunda mitad de la pelea. CompuBox Stats mostró que Gassiev conectó 190 de 608 golpes lanzados (31%), esto incluyó 139 de 278 golpes de poder y Dorticos conectó 132 de sus 602 lanzados (22%). Dorticos estaba molesto después de la pelea y permaneció en su taburete durante un período prolongado de tiempo. Lloró en la conferencia de prensa posterior a la pelea. Gassiev se acercó a él y lo consoló.

#### Gassiev contra Usyk
Tras la victoria de Gassiev sobre Dorticós, el campeón unificado de la OMB y del CMB Oleksandr Usyk (14-0, 11 KOs) entró en el ring para felicitarle, creando así la final del torneo, que tendrá lugar en Jeddah, Arabia Saudí 11 de mayo de 2018. Después de regresar a Osetia del Norte, donde se encontró con 3.000 personas, Gassiev declaró que pasaría al peso pesado después de su pelea contra Usyk.

## Récord profesional
| Resultado | Récord   | Rival                | Método | Asalto, Tiempo | Fecha                    | Localización                                      | Título |
| Victoria  | 29–1 (1) | Carlouse Welch       | KO     | 1 (10), 1:27   | 26 de agosto de 2022     | Belgrade Waterfront Plato Arena, Belgrado         | |
| Victoria  | 28–1 (1) | Michael Wallisch     | TKO    | 4 (10), 3:00   | 22 de julio de 2021      | Dynamo Volleyball Arena, Moscú                    | |
| Victoria  | 27–1 (1) | Nuri Seferi          | TKO    | 1 (10), 1:33   | 31 de octubre de 2020    | WoW Arena, Krasnaya Polyana                       | Debut en el peso pesado. |
| Derrota   | 26–1 (1) | Oleksandr Usyk       | UD     | 12             | 21 de julio de 2018      | Olympic Stadium, Moscú                            | Pierde los títulos WBA y IBF del peso crucero; Por los títulos mundiales WBC, WBO y títulos vacantes The Ring y Lineal del peso crucero |
| Victoria  | 26–0 (1) | Yunier Dorticos      | TKO    | 12 (12), 2:52  | 3 de febrero de 2018     | Bolshoy Ice Dome, Sochi, Rusia                    | Retiene el título mundial de la IBF; Gana el título mundial de la WBA (Super) del peso crucero                                          |
| Victoria  | 25–0 (1) | Krzysztof Włodarczyk | KO     | 3 (12), 1:57   | 21 de octubre de 2017    | Prudential Center, Newark, New Jersey, US         | Retiene el título mundial de la IBF |
| Victoria  | 24–0 (1) | Denis Lebedev        | SD     | 12             | 3 de diciembre de 2016   | Megasport Arena, Moscú, Rusia                     | Gana el título mundial de la IBF del peso crucero                                                                                       |
| Victoria  | 23–0 (1) | Jordan Shimmell      | KO     | 1 (12), 2:54   | 17 de mayo de 2016       | Black Bear Casino, Carlton, Minnesota, US         | |
| Anulada   | 22–0 (1) | Isiah Thomas         | NC     | 3 (12), 3:00   | 18 de diciembre de 2015  | Pearl Concert Theater, Paradise, Nevada, US       | Anulada después de que Thomas no pudo continuar tras un golpe accidental después de la campana                                          |
| Victoria  | 22–0     | Rodney Moore         | KO     | 2 (6), 1:55    | 13 de junio de 2015      | Florentine Gardens, Los Ángeles, California, US   | |
| Victoria  | 21–0     | Felix Cora Jr.       | TKO    | 9 (12), 1:10   | 17 de abril de 2015      | Foxwoods Resort Casino, Ledyard, Connecticut, US  | Retiene el título IBF Inter-Continental del peso crucero                                                                                |
| Victoria  | 20–0     | Terrance Smith       | TKO    | 4 (6), 2:29    | 23 de enero de 2015      | Quiet Cannon, Montebello, California, US          | |
| Victoria  | 19–0     | Engin Karakaplan     | TKO    | 1 (12), 1:39   | 31 de octubre de 2014    | Dvorec sporta "Manezh", Vladikavkaz, Rusia        | Gana el título vacante IBF Inter-Continental del peso crucero                                                                           |
| Victoria  | 18–0     | Leon Harth           | TKO    | 4 (10), 2:46   | 30 de agosto de 2014     | Gerry Weber Stadion, Halle, Alemania              | |
| Victoria  | 17–0     | Daniil Peretyatko    | RTD    | 1 (8), 3:00    | 25 de junio de 2014      | Sport Hall, Tskhinvali, South Ossetia             | |
| Victoria  | 16–0     | Giorgi Tevdorashvili | TKO    | 2 (8), 2:00    | 14 de mayo de 2014       | Restaurante "Zolotaya Korona", Vladikavkaz, Rusia | |
| Victoria  | 15–0     | Ismail Abdoul        | UD     | 12             | 1 de febrero de 2014     | Traktor Sport Palace, Cheliábinsk, Rusia          | Gana el título vacante IBF East/West Europe del peso crucero                                                                            |
| Victoria  | 14–0     | Ivica Bacurin        | UD     | 10             | 13 de diciembre de 2013  | Traktor Sport Palace, Cheliábinsk, Rusia          | Retiene el título WBC Youth del peso crucero                                                                                            |
| Victoria  | 13–0     | Roman Mirzoev        | RTD    | 3 (6), 3:00    | 13 de septiembre de 2013 | Restaurante "Zolotaya Korona", Vladikavkaz, Rusia | |
| Victoria  | 12–0     | Levan Jomardashvili  | TKO    | 2 (10), 1:10   | 26 de junio de 2013      | Yunost Sport Palace, Cheliábinsk, Rusia           | Gana el título vacante WBC Youth del peso crucero                                                                                       |
| Victoria  | 11–0     | Igor Pylypenko       | TKO    | 4 (6), 1:21    | 26 de mayo de 2013       | Sports Complex Mordovia, Saransk, Rusia           | |
| Victoria  | 10–0     | Farruh Madaminov     | KO     | 2 (8)          | 11 de mayo de 2013       | Tennis Centre, Khanty-Mansiysk, Rusia             | |
| Victoria  | 9–0      | Denis Solomko        | TKO    | 3 (8), 2:50    | 16 de marzo de 2013      | Sports Palace "Znamya", Noginsk, Rusia            | |
| Victoria  | 8–0      | Ivan Serbin          | UD     | 6              | 24 de noviembre de 2012  | Yunost Sport Palace, Cheliábinsk, Rusia           | |
| Victoria  | 7–0      | Ruslan Semenov       | TKO    | 3 (6), 1:38    | 13 de octubre de 2012    | Tskhinvali, South Ossetia                         | |
| Victoria  | 6–0      | Peter Hegyes         | TKO    | 2 (6)          | 24 de julio de 2012      | Budva, Montenegro                                 | |
| Victoria  | 5–0      | Teymuraz Kekelidze   | TKO    | 1 (6), 2:36    | 31 de mayo de 2012       | Ufa Arena, Ufa, Rusia                             | |
| Victoria  | 4–0      | Igor Pylypenko       | UD     | 6              | 8 de abril de 2012       | Sports Palace "Znamya", Noginsk, Rusia            | |
| Victoria  | 3–0      | Daniil Zakharenko    | UD     | 4              | 16 de marzo de 2012      | Circus, Krasnodar, Rusia                          | |
| Victoria  | 2–0      | Vladimir Chuklin     | TKO    | 4 (4), 1:27    | 26 de noviembre de 2011  | Traktor Ice Arena, Cheliábinsk, Rusia             | |
| Victoria  | 1–0      | Roman Mirzoev        | UD     | 4              | 21 de septiembre de 2011 | Dvorec sporta "Manezh", Vladikavkaz, Rusia        | |